# Molpré
Molpré est une ancienne commune française située dans le département du Jura en région Bourgogne-Franche-Comté, devenue, le 1er janvier 2016, une commune déléguée de la commune nouvelle de Mièges.

## Histoire
La maison de Molpré (Molli-Prato) tirait son nom et son origine du village de Mauprel situé dans le bailliage de Salins-les-Bains près de Nozeroy.
Les armes de la maison de Molpré étaient : d'or à trois bandes de gueules.
Le plus ancien membre connu est Pierre de Molpré, chevalier. En 1184 il était nommé comme témoin d'un accord entre Roger de Monnet et les religieux de Balerne ainsi que des donations faite à ces mêmes religieux par le comte Guillaume IV de Mâcon. Hugues de Molpré, en 1191 était présent lors du don des terres de Villeneuve à l'église Saint-Étienne de Besançon par Othon Ier de Bourgogne. Pierre de Molpré, fils d'Hugues, était chevalier. Il cédait en 1209, avec le consentement de sa femme Élisabeth, tout ce qui dépendait de la tour de Poligny (appelée tour de Savaric de Saint-Germain) à Gauthier, abbé de Balerne. Hugues de Molpré, ainsi que ses frères Pierre et Henry, engagèrent ce qu'ils avaient des dîmes d'Arc à l'abbaye de Goailles, Pierre donnait des héritages situés à Frasne et Villette à celle de Sainte-Marie. En 1280, 1286 et 1287 Othon IV de Bourgogne acquérait les dîmes de Poligny de Vuillemin, Poncet et Henry de Molpré, tous trois chevaliers. Un autre Pierre de Molpré, en 1261, faisait hommage à Jean Ier de Chalon, comte de Bourgogne, de ce que Vuillaume, fils de Perron de Molpré, Point et Henry, fils de Raoul de Molpré, chevalier, possédaient dans la mouvance du Val de Miège. Ce même Pierre avait deux fils, Frery et Guillaume, ce dernier était prêtre et vendait en 1289 à Jean Ier de Chalon-Arlay les sujets qu'il possédait au Val de Miège. Frery était lui sire de Molpré. Ce dernier épousait Nicole de Vaugrenans de qui il eut Jeannette et Jacquette. Perrin de Molpré prêtait hommage à Odon de Poligny en 1295 tandis que Gérard, écuyer, recevait celui d'Henry dit Chambrier, en 1300. En 1313 un Perrin de Molpré, écuyer, était mentionné dans un titre de l'abbaye de Baume. En 1339 ce sont Vauthier et Renaud de Molpré qui étaient désignés comme exécuteurs testamentaires de Gérard de Viller-Sorêne. Au début du XIVe siècle Vuillaume de Molpré, dit Molprelet, épousait Clémence de Villers-Farlay. Ils eurent Jean, dit Molprelet, qui faisait son testament en 1340 en demandant à être inhumé dans l'église du monastère de Mont-Sainte-Marie, il avait épousé Guillemette dont il eut Huguette de Molpré. En 1373 et 1385 Jean de Molpré était abbé de Baume.
Huguenin de Molpré, damoiseau. Il épousait Guillemette d'Aresches, fille de Gérard d'Aresches chevalier. Il reprenait en fief en 1282, de Jean Ier de Chalon-Arlay, la maison-forte de Dornon. Il a :
- Guillaume qui suit,
- Renaude, nommée dans le testament d'Alix, veuve de Roland Bauduin de Salins en 1349.

Guillaume de Molpré, damoiseau. Il demeurait à Arbois. Il épousait Jeannette de Thoraise dont il eut Pierre mort jeune puis en secondes noces Guillemette de Gomans de qui il a Perrin qui suit.
Perrin de Molpré, écuyer. Nommé dans plusieurs héritages en 1407. Il épousait le 7 mai 1398 Jeanne, fille de Jean de Montmorot, de qui il a Pierre qui suit.
Pierre de Molpré, écuyer. Il avait pour curateur en 1410 Jean de Montaigu, son oncle. En 1425 il donnait le dénombrement de ce qu'il tenait en fief de Jean de Vienne, seigneur de Pagny. Il avait épousé en 1421 Pernette, fille d'Aymard Potier de Desnens, de qui il a Anne qui suit.
Anne de Molpré. Mariée le 13 juin 1440 à Pierre Alemand de Conliège, écuyer. Celui-ci relevait le nom de Molpré et écartelait ses armes (de gueules à trois aigles d'or) avec celle-ci. Pierre Alemand transmettait le fief de Molpré dans sa famille jusqu'au XVIe siècle, à cette époque elle devait passer dans la maison de Crosey puis dans celle de Moustier.
En 2015, les communes d'Esserval-Combe, Mièges et Molpré décident de s'unir pour former une commune nouvelle à compter du 1er janvier 2016.

## Héraldique
|  | Les armes de la commune se blasonnent ainsi : De gueules au chevron d'argent chargé de trois trèfles de sinople, soutenu d'un croissant d'or. |

## Politique et administration
| Période   | Période          | Identité           | Étiquette | Qualité |
| --------- | ---------------- | ------------------ | --------- | ------- |
| mars 2001 | 31 décembre 2015 | Jean-Marie Chauvin |           |         |

## Démographie
L'évolution du nombre d'habitants est connue à travers les recensements de la population effectués dans la commune depuis 1793. À partir du 1er janvier 2009, les populations légales des communes sont publiées annuellement dans le cadre d'un recensement qui repose désormais sur une collecte d'information annuelle, concernant successivement tous les territoires communaux au cours d'une période de cinq ans. 
Pour les communes de moins de 10 000 habitants, une enquête de recensement portant sur toute la population est réalisée tous les cinq ans, les populations légales des années intermédiaires étant quant à elles estimées par interpolation ou extrapolation. Pour la commune, le premier recensement exhaustif entrant dans le cadre du nouveau dispositif a été réalisé en 2006,.
En 2013, la commune comptait 21 habitants, en évolution de −27,59 % par rapport à 2008 (Jura : −0,23 %, France hors Mayotte : +2,49 %).
| 1793 | 1800 | 1806 | 1846 | 1851 | 1856 | 1861 | 1866 | 1872 |
| ---- | ---- | ---- | ---- | ---- | ---- | ---- | ---- | ---- |
| 154  | 111  | 123  | 172  | 183  | 165  | 174  | 150  | 138  |

| 1876 | 1881 | 1886 | 1891 | 1896 | 1901 | 1906 | 1911 | 1921 |
| ---- | ---- | ---- | ---- | ---- | ---- | ---- | ---- | ---- |
| 141  | 114  | 113  | 125  | 111  | 101  | 91   | 67   | 72   |

| 1926 | 1931 | 1936 | 1946 | 1954 | 1962 | 1968 | 1975 | 1982 |
| ---- | ---- | ---- | ---- | ---- | ---- | ---- | ---- | ---- |
| 67   | 57   | 59   | 45   | 40   | 51   | 53   | 35   | 38   |

| 1990 | 1999 | 2006 | 2011 | 2013 | - | - | - | - |
| ---- | ---- | ---- | ---- | ---- | - | - | - | - |
| 32   | 33   | 29   | 22   | 21   | - | - | - | - |

## Économie
Des carrières du village étaient extrait un calcaire jaune d'or, la pierre de Molpré, qui a servi à la construction de maisons médiévales et Renaissance aux alentours, notamment à Nozeroy. Cette pierre est proche de la pierre jaune de Neuchâtel, mais avec une teinte plus uniforme.

## Sources